# Hôtel-Dieu de Carpentràs
L'Hôtel-Dieu de Carpentras és un antic hospital a la capital de Comtat Venaissí. Tot i no ser el primer que es va construir a Carpentras, sí en fou el més gran fins que els seus serveis es transferiren a un hospital modern el 2002, quan es va tancar com a centre hospitalari i l'edifici passà a tenir altres funcions.